# Ryota Hama
Ryota Hama (浜亮太, Hama Ryōta?) (21 de noviembre de 1979) es un luchador de sumo y lucha libre profesional japonés. Hama trabaja actualmente para WRESTLE-1.

## Carrera en el sumo
Hama comenzó su carrera en el sumo en julio de 1995, luchando para el Hakkaku stable dirigido por el antiguo yokozuna Hokutoumi bajo el shikona Hokutoarashi. Hama alcanzó el rango de makushita 6 en noviembre de 2001. Sin embargo, Hama anunció su retiro por lesiones en mayo de 2008, dejando atrás un récord de 235 victorias, 189 derrotas y 114 ausencias por lesión.

## Carrera en la lucha libre profesional

### All Japan Pro Wrestling (2008-2013)
Hama debutó en All Japan Pro Wrestling el 3 de noviembre de 2008, luchando en un combate contra el antiguo yokozuna Akebono; Ryota perdió la lucha, aunque dominó gran parte del combate. Hama obtendría su primera victoria semanas más tarde, derrotando al también ex-sumo Nobutaka Araya. Poco después, Hama formó un equipo con Keiji Muto para participar en la Real World Tag League 2008, pero no lograron ganar. El equipo se separó y, mientras Muto se aliaba con Kaz Hayashi, Hama haría otro tanto con Shuji Kondo; durante el torneo por los Campeonatos en Parejas, ambos equipos se enfrentaron, saliendo vencedores Muto & Hayashi. Tras ello, Hama entró en un feudo con el stable GURENTAI, y más tarde en otro con Voodoo Murders.
En agosto de 2009, Ryota unió fuerzas con Akebono para formar un tag team llamado Super Megaton Ohzumo Powers, acortado a SMOP. El dúo consiguió los Campeonatos en Parejas derrotando a GURENTAI (Minoru Suzuki & NOSAWA Rongai) el 23 de septiembre. El equipo participó también en la Real World Tag League 2009, aunque no consiguieron la victoria. Sin embargo, el 21 de marzo de 2010 Ryota derrotó a Satoshi Kojima para ganar el Campeonato de la Triple Corona, convirtiéndose en el campeón más rápido en conseguirlo tras su debut, 503 días antes. SMOP conservaría los Campeonatos en Parejas hasta el 29 de abril, momento en que lo perdieron ante Voodoo Murders (TARU & Big Daddy Voodoo), deshaciéndose el equipo tras la derrota. Tres días más tarde, Hama perdió el Campeonato de la Triple Corona ante Minoru Suzuki.

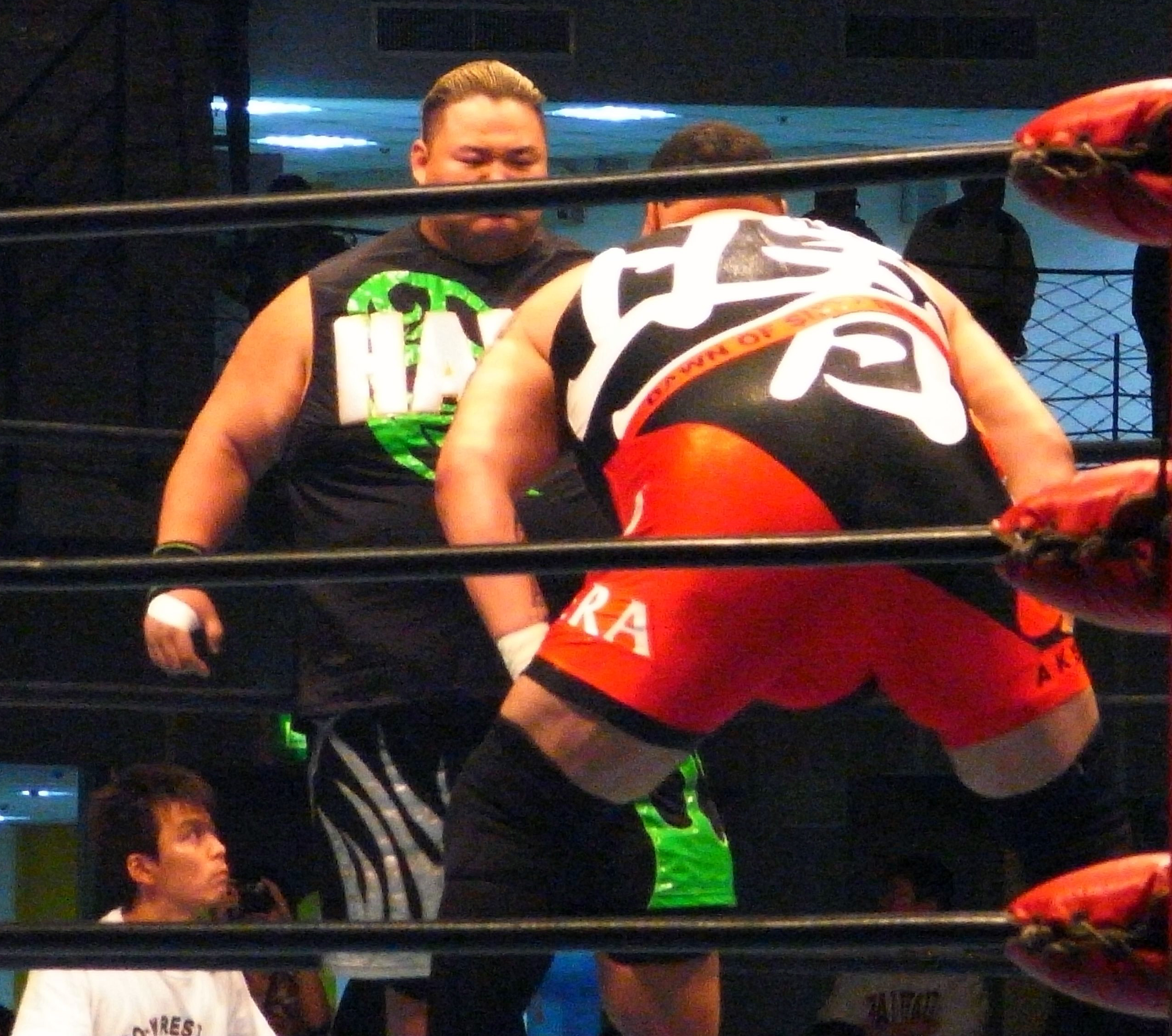
Hama (izquierda) enfrentándose a Akebono (derecha).

Posteriormente, Ryota se convirtió en el enforcer del grupo New Generation Force (Suwama, Masayuki Kono, Seiya Sanada & Manabu Soya). El equipo entró en un feudo con Partisan Forces (Minoru Suzuki, Masaktsu Funaki & Taiyo Kea), a los que se había unido el antiguo compañero de Hama, Akebono. El feudo culminó el 4 de julio, cuando se celebró un combate por los vacantes Campeonatos en Parejas entre Hama & Suwama y Akebono & Taiyo Kea; en él, el equipo de Hama fue derrotado. Un mes más tarde, New Generation Force fue disuelto, aunque Suwama permaneció como aliado de Hama. El 12 de diciembre, Hama y Small Riki Choshu, un luchador que parodiaba a Riki Choshu, ganaron los Campeonatos F-1 en Parejas ante Keiji Muto & Kannazaki, aunque los perderían un año más tarde ante Manabu Soya & Real Gay.

### WRESTLE-1 (2013-presente)
En septiembre de 2013, tres meses después de abandonar AJPW junto con varios otros luchadores, Hama debutó en WRESTLE-1, la nueva empresa de Keiji Muto.

## En lucha
- Movimientos finales
  - Ryota Hammer[1][2] (Vertical suplex slam)[1]
  - Big splash,[1][2] a veces desde una posición elevada
  - Chokeslam[1]

- Movimientos de firma
  - Raiden Drop[3] (Seated senton a la espalda del oponente)
  - Corner slingshot splash
  - Full body block[4]
  - Headbutt[4]
  - Inverted facelock[1]
  - Lariat[4]
  - Low-angle dropkick a un oponente sentado
  - Modified shining wizard[4]
  - Running corner body avalanche[4]
  - Running elbow drop[1][2][4]
  - Running hip attack a la cara de un oponente sentado en el rincón[4]
  - Scoop slam
  - Short-arm clothesline[4]
  - Shoulder block[1][2]
  - Sidewalk slam[4]
  - Snap DDT[2]
  - Stunner
  - Walking leg drop[4]

- Mánagers
  - Megu Fujiura

## Campeonatos y logros
- All Japan Pro Wrestling
  - AJPW Triple Crown Heavyweight Championship (1 vez)
  - AJPW All Asia Tag Team Championship (2 veces) - con Akebono
  - F–1 Tag Team Championship (1 vez)[5] – con Small Riki Choshu
  - Akiho Yoshizawa Cup (2010) - con Keiji Muto & Masakatsu Funaki

- Pro Wrestling Illustrated
  - Situado en el Nº24 en los PWI 500 de 2010[6]

- Tokyo Sports Grand Prix
  - Principiante del año (2009)[7]
  - Equipo del año (2009)[7] - con Akebono